# Le Rat Luciano
Le Rat Luciano, pseudonimo di Cristophe Carmona (Marsiglia, 21 aprile 1976), è un rapper francese di origine spagnola.
È stato membro del gruppo Fonky Family dal 1994 al 2006. Suo padre è di origine spagnola mentre sua madre è martinicana..

## Discografia

### Album con la Fonky Family
- 1997: Si Dieu veut
- 1999: Hors série volume 1 (EP)
- 2000: Hors série volume 2 (EP)
- 2001: Art de rue
- 2006: Marginale Musique

### Album da solista
- 1992 : Black & White Zulus
- 2000 : Sacré
- 2000 : Mode De Vie… Béton Style
- 2009 : Mixtape Quartier Attitude part 1 par DJ Djel
- 2010 : Mixtape Quartier Attitude part 2 par DJ Djel